# Бандю Димитров
Бандю Димитров е български политик, кмет на град Ески Джумая (Търговище) в периода 18 август 1904 - февруари 1908 г. Членувал е в Народнолиберална партия „Стефан Стамболов“, народен представител в VII обикновено народно събрание.
По време на освободителната за България Руско-турска война османските турци подлагат на клане Ески Джумая (Търговище). Той е сред неколцината смели граждани, които разделени на 2 групи, прехвърлят Балкана и търсят руска помощ за града.